# Arquieparquia Maior de Trivandrum
A Arquieparquia Maior de Trivandrum (Archieparchia Trivandrensis Syrorum Malankarensium) é uma arquieparquia oriental católica e sede da Igreja Católica Siro-Malancar. Esta circunscrição eclesiástica está situada em Thiruvananthapuram (Índia) e foi fruto da separação da Diocese de Trivandrum, de rito romano. Seu atual Arquieparca Maior é Baselios Cleemis e seu bispo auxiliar Antony Silvanos Kakkanatt. Sua Sé é a Catedral de Santa Maria.

## História
O Cristianismo chegou à Índia com São Tomé, segundo origens lendárias. Assim, surgem os Cristãos de São Tomé, que manteriam o rito oriental.
O Catolicismo chegou à região pelos missionários portugueses e europeus ao serviço do Padroado português, em especial de São Francisco Xavier. Já no século XX, o bispo de Quilon, Luís Maria Benziger, O.C.D. reiniciou forte evangelização do povo local.
Em 1926 o Sínodo Episcopal realizado em Parumala autorizou o Monsenhor Ivanios Geevarghese Panickaruveetil a entrar em negociações com a Santa Sé para uma reunião com a Igreja Católica Romana sob a condição expressa de que a antiga e venerável tradição oriental da Igreja Siro-Malancar fosse conservada e mantida intacta. O Papa Pio XI graciosamente aceitou as condições e festejou o reencontro. Assim, em 1930, foram ordenados os primeiros sacerdotes pela tradição siro-malancar.
Em 1932, Mar Ivanios fez a sua visita a Roma e o Papa Pio XI investiu-o com o manto do Pálio Sagrado, tornando-o arcebispo. Pela Constituição Apostólica "Christo Pastorum Principi", de 11 de junho de 1932, foi estabelecido a Hierarquia Católica Siro-Malancar, compreendendo a Eparquia de Trivandrum e a Eparquia de Tiruvalla.
Em 1937, pela Constituição apostólica Christo pastorum Principi, é eregida a Diocese de Trivandrum, com o rito romano, divergente da Arquidiocese de Trivandrum, que segue o rito oriental.
Em 10 de fevereiro de 2005, a Arquidiocese foi elevada a Arquidiocese Maior sui iuris, como sinal de reconhecimento da autonomia especial da Igreja Siro-Malancar, e seu arcebispo foi elevado a Arcebispo Maior. Por isso, a Arquidiocese de Trivandrum tornou-se Primaz e sede da Igreja Católica Siro-Malancar.

## Prelados

### Eparcas de Trivandrum
- Geervaghese Thomas Ivanios Panickaruveetil (1932 - 1953)
- Benedict Varghese Gregorios Thangalathil, O.I.C. (1955 - 1994)
- Cyril Baselios Malancharuvil, O.I.C. (1995 - 2005)

### Arquieparcas Maiores de Trivandrum
- Mar Cyril Baselios Malancharuvil, O.I.C. (2005 - 2007)
- Mar Baselios Cleemis Cardeal Thottunkal (2007 - atual)